# Idar Lind
Pour les articles homonymes, voir Lind.
Œuvres principales
13 takters blues
Idar Lind, né le 23 septembre 1954 sur l'île d'Otterøya à Namsos dans le comté de Nord-Trøndelag en Norvège, est un écrivain, un scénariste, un dramaturge et un parolier norvégien, auteur de roman policier.

## Biographie
En 1983, il publie son premier roman, Stengte dører. En 1989, il fait paraître 13 takters blues avec lequel il remporte le prix Riverton 1989.

## Œuvre

### Romans
- Stengte dører (1983)
- Hotell Tordenskjold (1985)
- Ormens gift (1986)
- 13 takters blues (1989)
- De beste blandt dere (1992)
- Kark (2000)

### Fantasy
- Drakeblod – Det kvite spydet (1988)
- Drakeblod – Vegen til Åsgard 1989)
- Drakeblod – Den siste dronninga (1991)

### Autres ouvrages
- Bakfot bok – Visehefte (1980)
- Norrøn mytologi frå A til Å (2005)
- Kvinnene i Rinnanbanden (2011)

### Romans signés Telma B.S. Hansen
- Som to dråper blod (1993)
- Usynlige spor (1994)
- Hysj! (1996) (coécrit avec Antonio Steen)

## Prix et distinctions

### Prix
- Prix Aschehoug du meilleur suspense 1985 pour Hotell Tordenskjold
- Prix Riverton 1989 pour 13 takters blues[1]